# Závory
Die Závory (deutsch Riegelpass oder Zaworypass, ungarisch Retesz-hágó, Závory-hágó oder Zawory-hágó, polnisch Zawory) ist ein 1876 m n.m. (nach anderen Angaben 1877 m n.m. oder 1879 m n.m.) hoher Sattel (Pass) auf der slowakischen Seite der Westtatra und Hohen Tatra, wobei er genau an der Grenze zwischen diesen zwei Gebirgen liegt. Der Sattel überquert das vom polnisch-slowakischen Grenzberg Hladký štít am Hauptkamm verlaufenden Bergmassiv Liptovské kopy und verbindet die Täler Tichá dolina im Nordwesten und Kôprová dolina (über das Seitental Kobylia dolina) im Südosten.
Die Bedeutung des Namens ist nicht eindeutig geklärt: das slowakische Wort závora (Sg., Pl. závory) bedeutet u. a. Riegel oder Schlagbaum, der Übergang war aber schon lange vor dem Aufkommen des Tourismus bekannt. Eventuell kann die Lage im Talabschluss gemeint sein. In älteren Quellen findet sich der slowakische Name Priehyba, in der zweiten Hälfte des 19. Jahrhunderts war hingegen die Bezeichnung Tiché sedlo (wörtlich Stiller Sattel) und anderssprachige Ableitungen wie Tychapass oder Cichapass (deutsch) beziehungsweise Tycha-hágó oder Tycha-szoros (ungarisch) verbreitet.
Der Sattel ist vom slowakischen Tatraort Podbanské über die Täler Tichá dolina (gelb, dann rot markierter Wanderweg) oder Kôprová dolina (rot, dann blau und schließlich grün markierter Wanderweg) erreichbar, wobei in der Regel das jeweils andere Tal zum Abstieg gewählt wird. Eine kurze Stichstrecke führt zum Grenzsattel Hladké sedlo, ein Übergang nach Polen ist wegen der Wegsperre auf der polnischen Seite nicht möglich.